# Avtryck (tidning)
Avtryck var Grön Ungdoms medlemstidning. Den utkom med fyra nummer per år och var kostnadsfri för Grön Ungdoms medlemmar. Den producerades av en redaktion som valdes för ett år. Fram till 2009 hette tidningen Nisse Hult, ett namn taget ur TV-sketchen Skattkammarön. Tidningen upphörde 2010.

## Källhänvisningar
1. 1 2  ”Avtryck (nedlagd)”. tidskrift.nu. http://tidskrift.nu/tidskrift/Avtryck_%28nedlagd%29. Läst 23 augusti 2014.